# Britt Nicole
Pour les articles homonymes, voir Nicole.
Britt Nicole, de son vrai nom Brittany Nicole Waddell, est une auteure-compositrice-interprète américaine de CCM évangélique née le 2 août 1984 à Kannapolis, Caroline du Nord. Elle s'est souvent classée au « contemporary Christian music » mais c'est en 2012 que ses premiers singles furent classés au « Mainstream Top 40 » : « Gold », et en 2013 « Ready Or Not ».

## Biographie

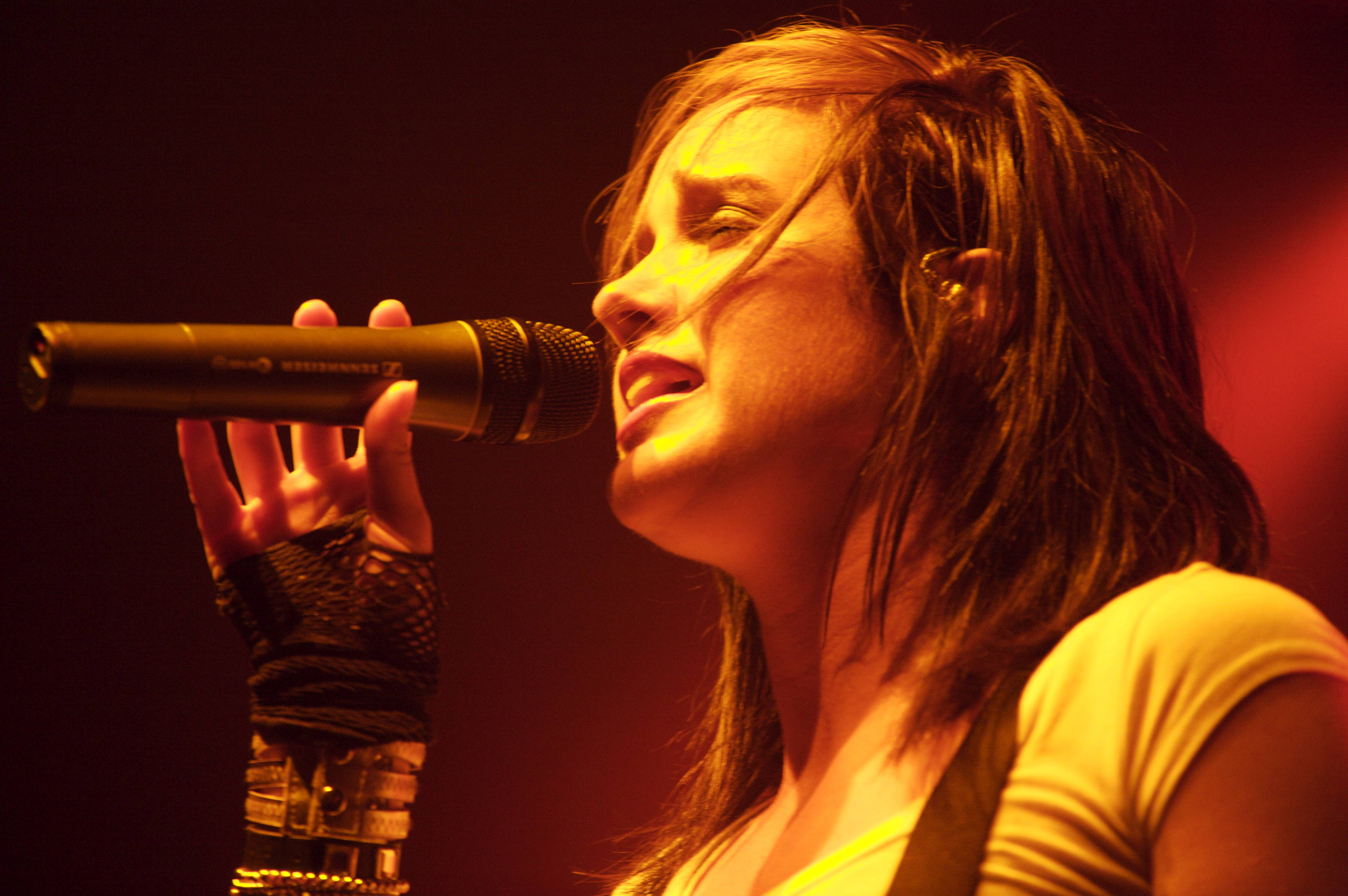
Britt Nicole à Knoxville en 2008.

Nicole est née le 2 août 1984 à Kannapolis, Caroline du Nord. Elle commence à chanter à l'âge de 3 ans à l'église Truth Temple de Kannapolis (Caroline du Nord). 

### Carrière
En 2003, elle a sorti son premier album indépendant Follow the Call.  En 2006, elle a signé avec le label Sparrow et en 2007, elle a sorti son deuxième album Say It.

#### 2012–présent:Gold
Le 21 décembre 2011, Nicole a annoncé qu'elle sortirait son 3e album studio qui fut précédé par le single « All This Time », le single leader de l'album. Le single s'est classé No. 1 sur Christian pop radio durant huit semaines et aussi No. 3 sur Billboard's Hot Christian Songs chart. L'album s'appelle "Gold", il est sorti le 26 mars 2012. L'album a débuté au No. 1 sur Hot Christian albums chart et No. 41 sur Billboard 200, la meilleure place dans les charts pour Britt Nicole. Les singles « Stand » et « Breakthrough » sont sortis aux États-Unis et en Angleterre sur Christian radio respectivement fin 2012. Le single « Stand » s'est classé No. 11 sur  US Christian pop radio et « Breakthrough » à la 3e place sur UK Christian Pop radio. En décembre 2012, elle a sorti deux chansons de Noel, « Jingle Bell Rock » et « O Holy Night ».
En 2012, Nicole a annoncé  qu'elle signait un contrat label chez  Capitol Records et a sorti le single « Gold » sur mainstream pop radio le 4 décembre 2012. Un ré-édition de son album "Gold" est sorti le 26 février 2013. Le 11 janvier 2013, elle a sorti une EP, « Gold » la version radio de « Gold », deux remixes et le clip vidéo de la chanson "Gold". Britt Nicole est présente sur le single de Noel de Tenth Avenue North, « We Three Kings », avec aussi sa propre chanson « O Come All Ye Faithful » sur l'album WOW Christmas Blue sortit le 24 septembre 2013.
En 2014, sa chanson « The Sun Is Rising » est présente dans le film Triple Alliance.

## Vie privée
Britt s’est mariée en 2012 à un artiste musical du nom de Joshua Crosby. Le 24 juillet 2013, elle accoucha de sa première petite fille au nom de Ella Brave Crosby, puis 2 ans plus tard, le 8 février 2015 elle accoucha de son deuxième enfant, un garçon du nom de Adin Jerusalem Crosby.

## Discographie
Albums
| Titre              | Année | Label                            | Ventes |
| ------------------ | ----- | -------------------------------- | ------ |
| Follow the Call    | 2003  | Independent                      |        |
| Say It             | 2007  | Sparrow Records                  |        |
| The Lost Get Found | 2009  | Sparrow Records                  |        |
| Gold               | 2012  | Sparrow Records, Capitol Records |        |
| Britt Nicole       | 2016  | Sparrow Records, Capitol Records |        |

Compilation
| Titre       | Année | Label           |
| ----------- | ----- | --------------- |
| The Remixes | 2015  | Capitol Records |

## Concert
- You're Worth More Than Gold Tour (2012)

## Récompenses
En 2024, au cours de sa carrière, elle a reçu 1 nomination aux Grammy Awards  et 1 Dove Award avec TobyMac.
| Année | Récompense   | Catégorie                               | Nomination | Résultat   |
| ----- | ------------ | --------------------------------------- | ---------- | ---------- |
| 2011  | Dove Awards  | Female Vocalist of the Year             | Elle-même  | Nomination |
| 2013  | Grammy Award | Best Contemporary Christian Music Album | Gold       | Nomination |